# Alessandro Abbondanza
Alessandro Abbondanza detto Sandro (Napoli, 8 gennaio 1949) è un allenatore di calcio ed ex calciatore italiano, di ruolo attaccante.
Il suo soprannome "Sivorino" è dovuto alla somiglianza con Omar Sívori.

## Carriera

### Giocatore

Da destra: Abbondanza alla Lazio nel campionato 1971-1972, con l'allenatore Maestrelli e il compagno di squadra Chinaglia.

Cresce calcisticamente nella società della sua città natale, la Società Sportiva Calcio Napoli. Dopo una breve esperienza in Serie B con la maglia del Monza, torna a Napoli nel novembre del '68. Esordisce in Serie A, con la maglia del Napoli, il 9 marzo del 1969, nella partita Napoli-Bologna 1-1. Nella stagione successiva gioca nel Pisa, appena retrocesso in Serie B, segnando il suo primo gol da professionista.
Torna a vestire la maglia del Napoli nella stagione 1970-1971. Durante la sua permanenza a Napoli, riesce a siglare in campionato, gli unici due gol della carriera con la maglia della sua città. Nel novembre del '71 approda alla Lazio, appena retrocessa, e con le sue 25 presenze e 7 gol, contribuisce alla promozione della squadra capitolina, che tornerà in Serie A nella Stagione 1972-73.
Conclusa l'avventura laziale, Abbondanza torna a Napoli, a giocare nella massima serie, ma durante quelli che saranno i suoi ultimi due anni in maglia azzurra, registra solamente 16 presenze e nessun gol.
Nel novembre del 1973 passa al Brindisi in Serie B. Gli ultimi anni della sua carriera lo vedono impegnato, tra il 1974 e il 1979,  nella Salernitana, Crotone, Paganese, e Sorrento, squadra nella quale ha registrato la maggiore prolificità, 33 presenze e 9 gol. Nel 1979 ha una breve esperienza al Toronto Blizzard, club canadese con cui gioca tre incontri nella North American Soccer League 1979, con cui raggiunge gli ottavi di finale.
Nel 1980 passa al New York Utd, società militante nella seconda lega statunitense, l'American Soccer League.
In carriera ha totalizzato complessivamente 19 presenze e 2 reti in Serie A e 67 presenze e 10 reti in Serie B.

### Allenatore
Dal 1980 al 1994 ha allenato nel settore giovanile del Napoli disputando 3 finali nazionali Berretti, portando alla ribalta calciatori arrivati poi in serie A, tra cui Giuseppe Taglialatela, Gaetano De Rosa, Francesco Baiano, Marco Ferrante, Raffaele Ametrano, Enrico D'Ascia, Antonio Floro Flores, Alfonso De Lucia, Aniello Cutolo, Enrico Buonocore, Alessandro Romei e Pasquale Sanseverino. Dopo una breve parentesi tra l'Ischia in C1 e la Primavera dell'Avellino ritorna nel 1998 nuovamente al Napoli. Nella lunga carriera alle dipendenze della società azzurra ricordiamo anche 2 presenze sulla panchina del Napoli in Serie B e 1 in Serie A contro il Bari.
Dal 1996 è presidente della scuola di calcio per bambini, da lui stesso fondata, ASD Soccer Vomero Vip Club. Ha allenato per tre anni la Berretti del Sorrento. Nella stagione 2007-2008 è stato l'allenatore in seconda della prima squadra del Sorrento. Ha allenato anche le giovanili della Juve Stabia. Attualmente è responsabile tecnico dell'ASD Progetto Europa Cesa, società di puro settore giovanile.

## Statistiche

### Presenze e reti nei club
| Stagione           | Squadra            | Campionato         | Campionato | Campionato | Coppe nazionali | Coppe nazionali | Coppe nazionali | Coppe continentali | Coppe continentali | Coppe continentali | Altre coppe | Altre coppe | Altre coppe | Totale | Totale |
| Stagione           | Squadra            | Comp               | Pres       | Reti       | Comp            | Pres            | Reti            | Comp               | Pres               | Reti               | Comp        | Pres        | Reti        | Pres   | Reti   |
| ------------------ | ------------------ | ------------------ | ---------- | ---------- | --------------- | --------------- | --------------- | ------------------ | ------------------ | ------------------ | ----------- | ----------- | ----------- | ------ | ------ |
| 1967-1968          | Napoli             | A                  | 0          | 0          | CI              | 0               | 0               | CdF                | 0                  | 0                  | -           | -           | -           | 0      | 0      |
| lug.-nov. 1968     | Monza              | B                  | 4          | 0          | CI              | ?               | ?               | -                  | -                  | -                  | -           | -           | -           | 4+     | 0+     |
| nov. 1968-1969     | Napoli             | A                  | 4          | 0          | CI              | 2               | 1               | CdF                | 0                  | 0                  | CA          | 0           | 0           | 6      | 1      |
| 1969-1970          | Pisa               | B                  | 18         | 2          | CI              | ?               | ?               | -                  | -                  | -                  | -           | -           | -           | 18+    | 2+     |
| 1970-1971          | Napoli             | A                  | 12         | 2          | CI              | 1               | 0               | -                  | -                  | -                  | -           | -           | -           | 13     | 2      |
| lug.-nov. 1971     | Napoli             | A                  | 3          | 0          | CI              | 3               | 0               | CU                 | 1                  | 0                  | -           | -           | -           | 7      | 0      |
| nov. 1971-1972     | Lazio              | B                  | 25         | 7          | CI              | 5               | 0               | -                  | -                  | -                  | -           | -           | -           | 30     | 7      |
| 1972-1973          | Napoli             | A                  | 16         | 0          | CI              | 4               | 0               | -                  | -                  | -                  | -           | -           | -           | 20     | 0      |
| lug.-nov. 1973     | Napoli             | A                  | 0          | 0          | CI              | 0               | 0               | -                  | -                  | -                  | -           | -           | -           | 0      | 0      |
| Totale Napoli      | Totale Napoli      | Totale Napoli      | 35         | 2          |                 | 10              | 1               |                    | 1                  | 0                  |             | 0           | 0           | 46     | 3      |
| nov. 1973-1974     | Brindisi           | B                  | 20         | 1          | CI              | ?               | ?               | -                  | -                  | -                  | -           | -           | -           | 20+    | 1+     |
| 1974-1975          | Sorrento           | C                  | 33         | 9          | CI-C            | ?               | ?               | -                  | -                  | -                  | -           | -           | -           | 33+    | 9+     |
| 1975-1976          | Salernitana        | C                  | 37         | 5          | CI-C            | ?               | 2               | -                  | -                  | -                  | -           | -           | -           | 37+    | 7      |
| 1976-1977          | Salernitana        | C                  | 30         | 2          | CI-C            | ?               | 1               | -                  | -                  | -                  | -           | -           | -           | 30+    | 3      |
| Totale Salernitana | Totale Salernitana | Totale Salernitana | 67         | 7          |                 | ?               | 3               |                    | -                  | -                  |             | -           | -           | 67+    | 10     |
| 1977-1978          | Crotone            | C                  | 20         | 1          | CI-C            | ?               | ?               | -                  | -                  | -                  | -           | -           | -           | 20+    | 1+     |
| 1978-1979          | Paganese           | C1                 | 31         | 2          | ?               | ?               | ?               | -                  | -                  | -                  | -           | -           | -           | 31+    | 2+     |
| 1979               | Toronto Blizzard   | NASL               | 3          | 0          | -               | -               | -               | -                  | -                  | -                  | -           | -           | -           | 3      | 0      |
| Totale carriera    | Totale carriera    | Totale carriera    | 256        | 31         |                 | 5+              | 4+              |                    | ?                  | ?                  |             | ?           | ?           | 261+   | 35+    |